# Spatnik Island
Spatnik Island (englisch; bulgarisch остров Спътник ostrow Spatnik, deutsch ‚Sputnik-Insel‘) ist eine in Teilen unvereiste, in west-östlicher Ausrichtung 485 m lange und 290 m breite Insel in der Gruppe der Dannebrog-Inseln im Wilhelm-Archipel vor der Graham-Küste des Grahamlands auf der Antarktischen Halbinsel. Sie liegt 240 m nordöstlich von Stego Island, 45 m südlich von Taralezh Island und 2,47 km westlich der Booth-Insel.
Britische Wissenschaftler kartierten sie 2001. Die bulgarische Kommission für Antarktische Geographische Namen benannte sie 2020 deskriptiv, da die Insel in ihrer Form an Kommunikationssatelliten der Reihe Sputnik erinnert.